# Avenida Alserkal
La Avenida Alserkal es un complejo industrial que posee almacenes en la zona industrial de Al Quoz, en Dubái uno de los Emiratos Árabes Unidos. Recientemente,[¿cuándo?] la zona se ha convertido en un distrito de arte y cultura para Dubái. 
Después de que «Carbono 12 Dubai», una de las galerías más activas de arte contemporáneo de la región, se trasladara a la Avenida Alserkal en octubre de 2009, otras galerías le siguieron, y la función del complejo industrial evolucionó para convertirse en un "centro de la actividad artística". A partir de 2012 esta área tiene por lo menos 7 galerías de arte contemporáneo, y una institución de arte contemporáneo privada. Hoy en día, Alserkal es uno de los centros más importantes de arte contemporáneo en el Medio Oriente.[cita requerida]